# Charles Charreyron
Pour les articles homonymes, voir Charreyron.
Jacques Charles Charreyron (27 décembre 1813, Bellac - 3 décembre 1871, Bellac), est un homme politique français. Il est le fils de Pierre Charreyron.

## Biographie
Magistrat, il est élu, le 8 février 1871, représentant de la Haute-Vienne à l'Assemblée nationale, siège au centre droit, et s'associe aux premiers votes des conservateurs monarchistes de la majorité.

## Pour approfondir